# NGC 3229
NGC 3229 este o galaxie situată în constelația Sextantul. A fost descoperită în  de către .